# Santuario della Madonna del Divino Amore
Santuario della Madonna del Divino Amore ou Santuário de Nossa Senhora do Divino Amor é um santuário católico dedicado à Virgem Maria e consiste de duas igrejas: uma mais antiga, construída em 1745, e uma nova, construída em 1999. A igreja foi incluída pelo papa São João Paulo II no circuito das Sete igrejas de peregrinação de Roma durante o Grande Jubileu de 2000.

## História
Uma das torres de um portão, conhecido como "Castel di Leva", era decorada com um afresco da Madona com o Menino. Em 1740, um peregrino foi atacado por cães ferozes ao lado do portão e, segundo a tradição, foi salvo pela intercessão da Virgem Maria. Como resultado, um grande número de peregrinos começou a afluir para lá e uma capela foi construída para recebê-los. Logo depois a imagem da Madona foi transferida para lá.
Durante a Segunda Guerra Mundial, o papa Pio XII e muitos romanos visitaram o santuário para rezar pela intercessão da Virgem Maria para que a cidade fosse salva. O moderno santuário no local é novo e foi inaugurada por São João Paulo II em 4 de julho de 1999. Para celebrar, ele decidiu incluí-la no lugar de San Sebastiano fuori le Mura entre as igrejas peregrinas para o Grande Jubileu de 2000.
Atrás da capela está uma escada que leva ao portão onde o milagre de 1740 ocorreu.

## Interior
O afresco milagroso está abrigado sobre o altar-mor. Os mosaicos da abside são modernos e mostram Cristo no centro e o milagre à esquerda.
Na cripta está o túmulo do casal Beato Luigi Beltrame Quattrocchi e Beata Maria Corsini Beltrame Quattrocchi. Ele morreu em 1951 e ela, em 1965. Depois disso, o processo de beatificação dos dois foi iniciado. Em 21 de outubro de 2001, pela primeira vez um casal foi beatificado em conjunto, numa cerimônia celebrada por João Paulo II. Suas relíquias foram transladadas para lá uma semana depois. A festa dos beatos Luigi e Maria Corsini Beltrame Quattrocchi é celebrada em 25 de novembro, a data do casamento dos dois, desde então.

## Galeria

Imagens da igreja
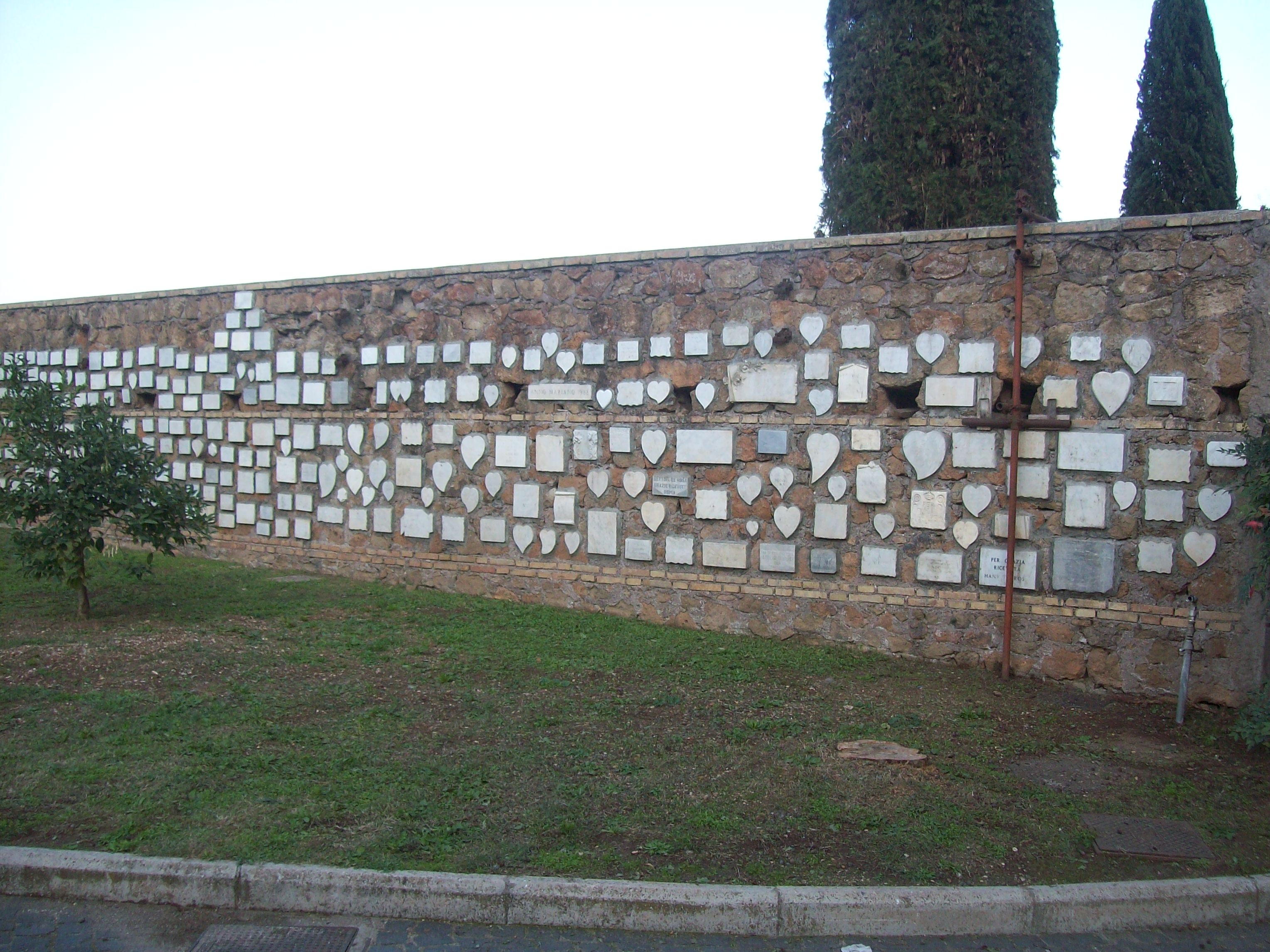
Muro com os ex-votos dos fieis
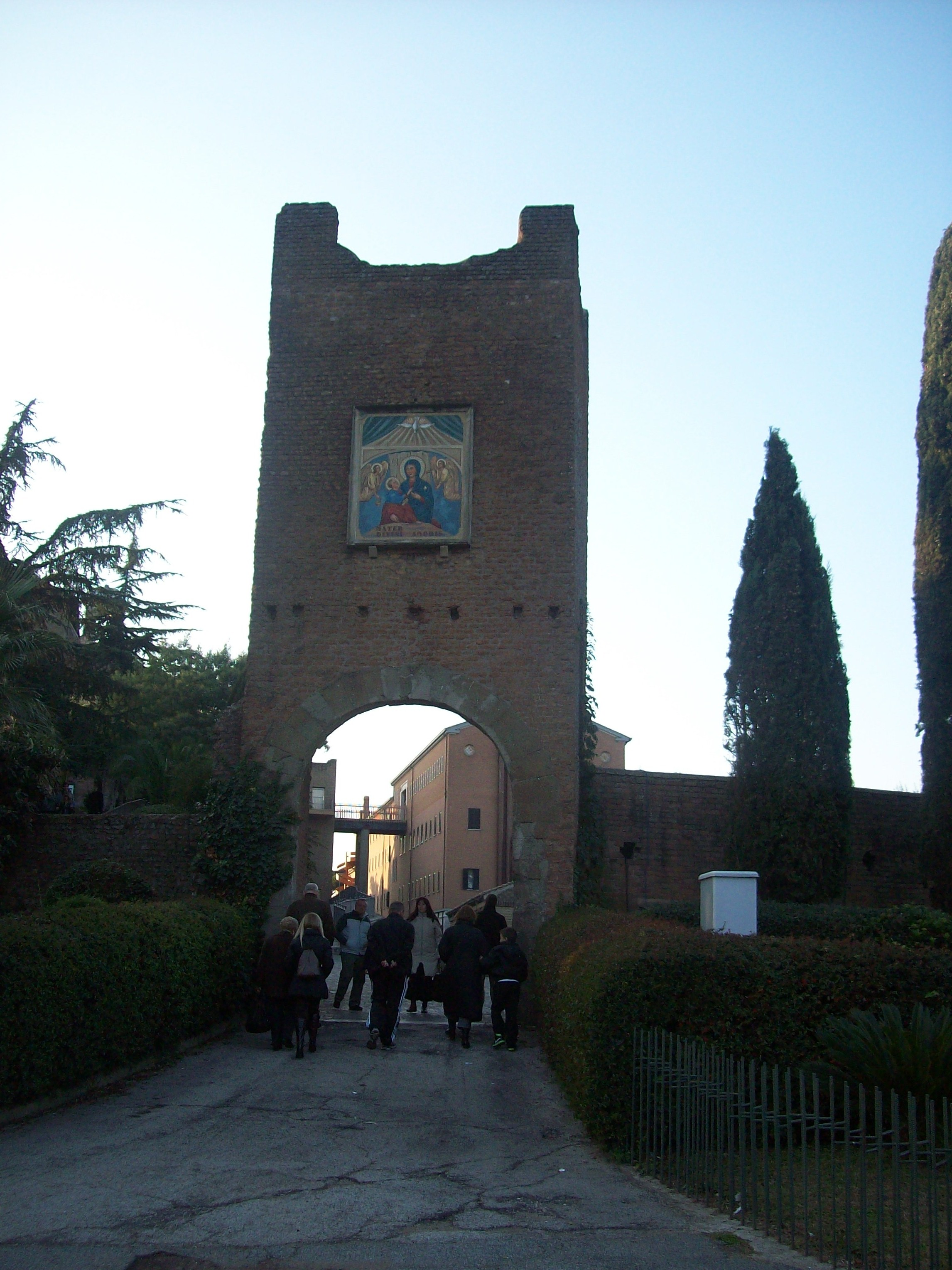
A torre do portão
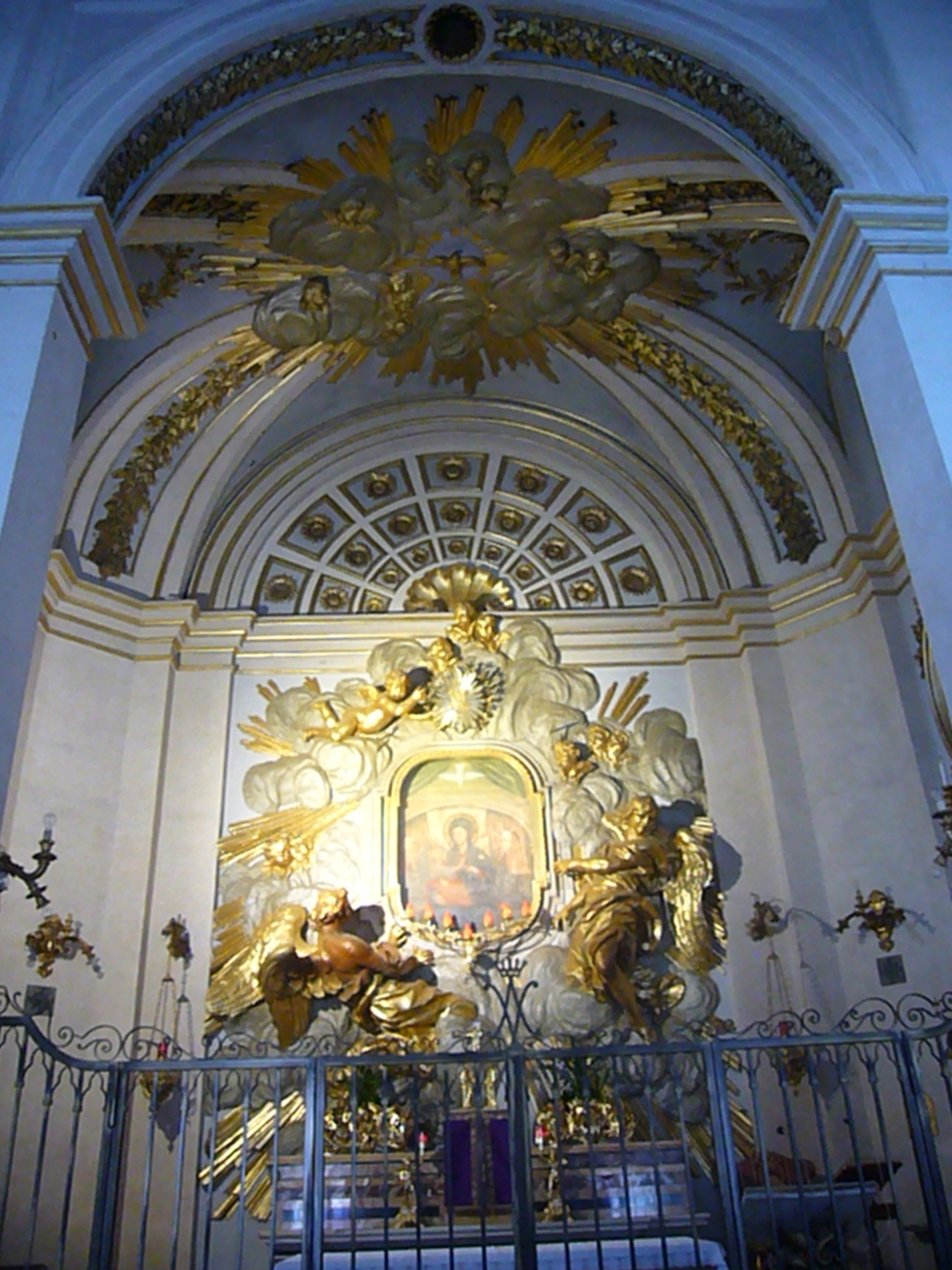
Nossa Senhora do Divino Amor, no altar-mor
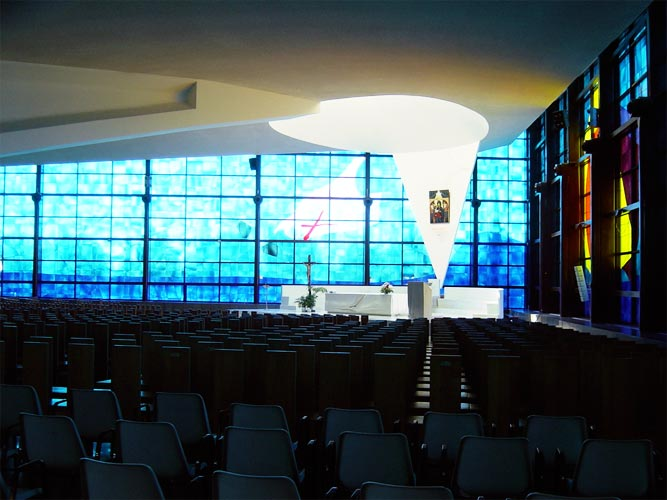
Santuário moderno, concluído em 1999
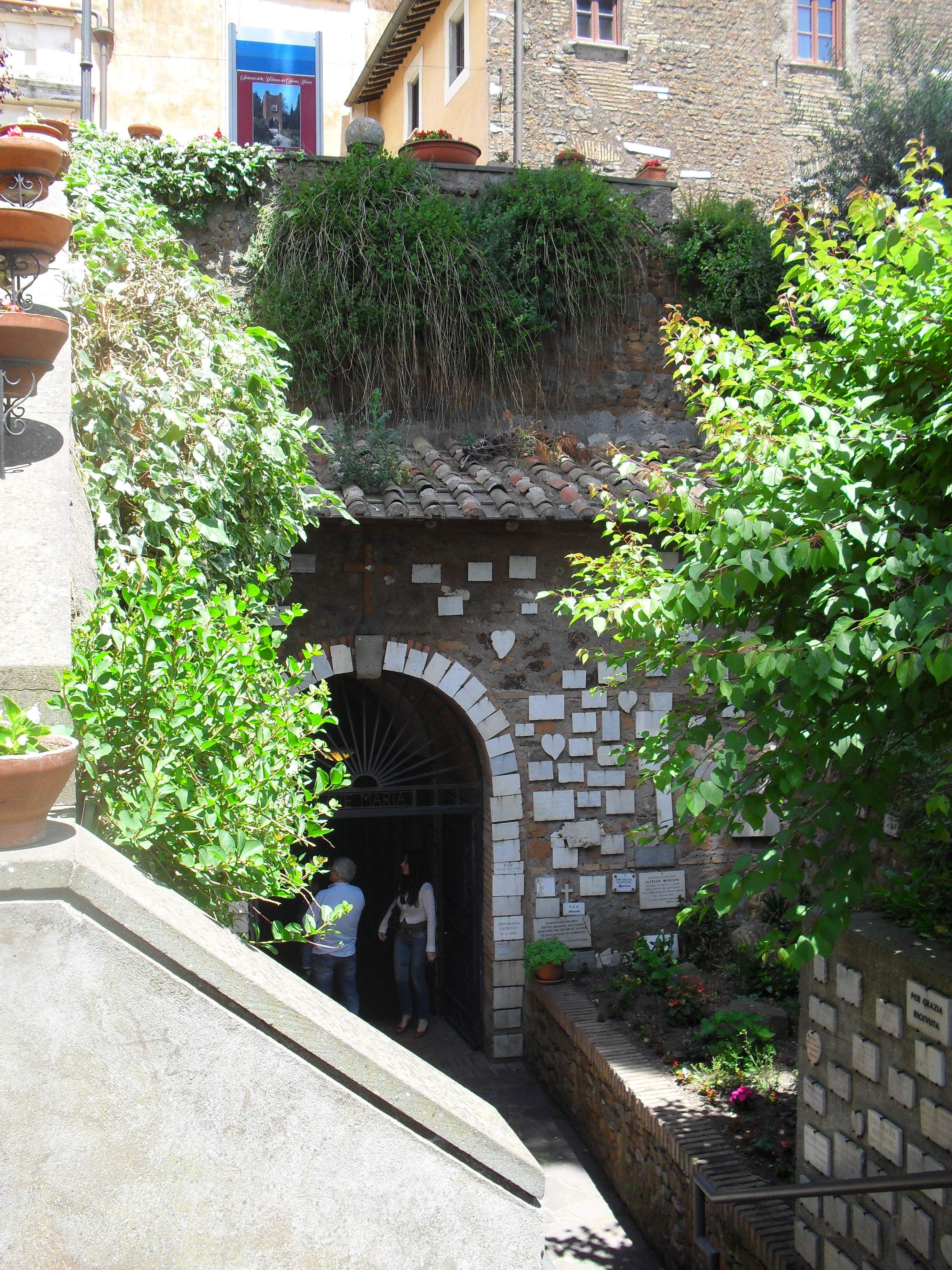
Túmulo dos beatos Luigi e Maria Corsini Beltrame Quattrocchi.